# 克利索普斯 (英國國會選區)
克利索普斯（英語：Cleethorpes），英國國會一郡選區，位於英格蘭約克郡-亨伯，包括北林肯郡東部兩個以及東北林肯郡七個地方選區。
本區自1997年創設以來一直支持工黨，但在2010年大選中當任議員修娜·麥凱薩克被保守黨的馬丁·維克斯以42.1%選票擊敗。這是保守黨首次在本區擊敗工黨。